# Kærguldkarse
Kærguldkarse (Rorippa palustris), ofte skrevet kær-guldkarse, er en enårig, 10-80 cm høj plante i korsblomst-familien. Arten er oprindeligt hjemmehørende i den nordlige tempererede zone, men er nu udbredt over det meste af Jorden. Det er en spinkel plante med fjersnitdelte blade og små gule blomster, der højst er af længde med bægeret. Skulpen er pølseformet og 3 gange så lang som bred.
I Danmark er kærguldkarse almindelig ved vandhuller, i grøfter, på enge og affaldspladser. Den blomstrer i juni til september.